# El ascenso (Game of Thrones)
«El ascenso» es el sexto episodio de la tercera temporada de la serie Game of Thrones de HBO. El episodio fue dirigido por Alik Sakharov y escrito por los creadores de la serie David Benioff y D. B. Weiss. Fue estrenado el 5 de mayo de 2013 en Estados Unidos.

## Argumento

### En Desembarco del Rey
Lord Tywin Lannister (Charles Dance) tiene una conversación con lady Olenna Tyrell (Diana Rigg) donde discuten el hecho de casar a ser Loras (Finn Jones) con Cersei (Lena Headey). Discuten sobre la edad de Cersei y su relación incestuosa con su hermano, así como sobre la conocida homosexualidad de Loras. Al final, lady Olenna consiente el matrimonio.  
Sansa (Sophie Turner) conversa con Loras e intenta conocerle mejor. Observándolos se encuentran Cersei y Tyrion (Peter Dinklage) que comparan sus inminentes matrimonios. Luego Tyrion le pregunta a su hermana sobre la Batalla del Aguasnegras y el intento de asesinarle. Tyrion primeramente la acusa a ella, pero luego deduce que fue Joffrey (Jack Gleeson) quien preparó el intento. Cersei le dice que su vida ya no corre peligro porque ahora Tywin es la Mano de Rey. Más tarde Tyrion va a la habitación de Sansa y le comunica a ella y a Shae (Sibel Kekilli) que su marido no será Loras, sino él. 
Por otra parte, lord Varys (Conleth Hill) encuentra a lord Baelish (Aidan Gillen) en la sala del trono. Baelish le dice a Varys que sabe que Ros (Esme Bianco) es su espía y que se la ha entregado a Joffrey para que la mate por placer.

### En las Tierras de los Ríos
Arya (Maisie Williams) ve llegar a Melisandre (Carice van Houten) al escondite de la Hermandad con un pequeño grupo de hombres de Stannis. Melisandre habla con Thoros (Paul Kaye) y queda asombrada al descubrir que ha revivido a Beric Dondarrion (Richard Dormer) seis veces. Luego, la sacerdotisa toma prisionero a Gendry (Joe Dempsie). Arya se molesta mucho al saber que la Hermandad aceptó que se llevaran a Gendry, en parte, por el dinero que les ofreció Melisandre. Arya acusa a Melisandre de bruja y esta le responde que Arya tomará muchas vidas, y que en el futuro se volverán a encontrar. 
El rey Robb (Richard Madden) y sus consejeros se reúnen con Lothar (Tom Brooke) y Walder Frey el Negro (Tim Plester) para discutir una alianza. Las demandas de lord Frey son que Robb se disculpe ante la afrenta realizada contra su persona, el castillo de Harrenhal y sus ingresos y que Edmure (Tobias Menzies) se case con Roslin, una de las hijas de lord Walder Frey. Edmure se muestra reacio a casarse con una mujer que ni siquiera conoce, pero al final acepta por el bien de la causa. 
En Harrenhal, lord Roose Bolton (Michael McElhatton) cena con Jaime (Nikolaj Coster-Waldau) y Brienne (Gwendoline Christie). Lord Bolton le dice a Jaime que lo enviará a Desembarco del Rey con la condición de que le diga a su padre que él no tuvo nada que ver con que le cortaran la mano. Jaime tiene la intención de llevar con él a Brienne, pero Bolton la hace prisionera por traición.

### En el Norte
La tensión crece en el campamento entre Osha (Natalia Tena) y Meera Reed (Ellie Kendrick) antes de que Bran (Isaac Hempstead-Wright) calme la situación. Jojen (Thomas Brodie-Sangster) convulsiona mientras tiene una visión. Jojen le dice a Bran que, en la visión, Jon estaba con los salvajes. 
En alguna parte, Theon (Alfie Allen) es despertado por su captor (Iwan Rheon) para continuar torturándole. Este amenaza a Theon con cortarle el dedo meñique si no descubre quién es su captor y donde están. Theon supone que es un Karstark. Su captor finge que es cierto, pero comienza a desollar el dedo de Theon y le dice que todo es mentira y que él no es un Karstark. Theon eventualmente se rinde y pide que le corte el meñique.

### Más allá del Muro
Samwell Tarly (John Bradley) y Gilly (Hannah Murray) acampan en su viaje al Muro. Sam le muestra a Gilly la daga de vidriagón que encontró en el Puño de los Primeros Hombres.
Acampado al pie del Muro, el grupo de salvajes dirigido por Tormund Matagigantes (Kristofer Hivju) se prepara para el ascenso. Ygritte (Rose Leslie) le dice a Jon (Kit Harington) que sabe que todavía es leal a la Guardia y le dice que deben ser leales el uno al otro. Escalando, Ygritte golpea el Muro lo que causa una gran grieta y el desprendimiento de parte de la capa lateral del Muro que mata a varios salvajes y deja a Jon y a Ygritte colgando de una cuerda. Antes de que Orell (Mackenzie Crook) pudiese cortar la soga, Jon se las arregla para asirse al Muro y salvar a Ygritte. Al final, logran subir juntos hasta la cima del Muro.

## Elenco
- El bebé de Gilly que aparece en el episodio, fue interpretado por Arya Hasson de diez meses. Sus padres la llamaron así por Arya Stark.[1]

- Los actores Emilia Clarke (Daenerys Targaryen), Iain Glen (Jorah Mormont), Liam Cunningham (Davos Seaworth), Stephen Dillane (Stannis Baratheon), Natalie Dormer (Margaery Tyrell), Oona Chaplin (Talisa Stark), Jerome Flynn (Bronn) y Rory McCann (Sandor Clegane) no aparecen en los créditos ni en el episodio.

- Este episodio marca la salida de la actriz Esmé Bianco quien estuvo como actriz recurrente desde la primera temporada hasta este episodio debido a que su personaje de Ros es asesinado por Joffrey Baratheon.

## Recepción

### Audiencia
El episodio supuso otro récord de audiencia para la serie, con 5,5 millones de espectadores.

### Crítica
El episodio fue bien recibido por la crítica. Matt Fowler de IGN le otorgó un 8,8/10. David Sims de The A.V. Club le dio una "B".  Todd VanDerWerff de The A.V. Club le otorgó una "B+".